# Sariyá Zakírova
Sariyá Magrúpovna Zakírova –en ruso, Сария Магруповна Закирова– (Náberezhnye Chelny, URSS, 10 de abril de 1964) es una deportista soviética que compitió en remo.
Ganó cinco medallas en el Campeonato Mundial de Remo entre los años 1985 y 1991.
Participó en dos Juegos Olímpicos de Verano, ocupando el cuarto lugar en Seúl 1988 (ocho con timonel) y el sexto en Barcelona 1992 (doble scull).

## Palmarés internacional
| Campeonato Mundial | Campeonato Mundial       | Campeonato Mundial | Campeonato Mundial |
| Año                | Lugar                    | Medalla            | Prueba             |
| ------------------ | ------------------------ | ------------------ | ------------------ |
| 1985               | Malinas (Bélgica)        | Medalla de oro     | Ocho con timonel   |
| 1986               | Nottingham (Reino Unido) | Medalla de oro     | Ocho con timonel   |
| 1987               | Copenhague (Dinamarca)   | Medalla de bronce  | Ocho con timonel   |
| 1990               | Tasmania (Australia)     | Medalla de plata   | Cuatro scull       |
| 1991               | Viena (Austria)          | Medalla de bronce  | Doble scull        |